# RIVER (AKB48の曲)
「RIVER」（リバー）は、日本の女性アイドルグループ・AKB48の楽曲。楽曲は秋元康により作詞、井上ヨシマサにより作曲されている。2009年10月21日にAKB48の14作目のシングルとしてキングレコードから発売された。楽曲のセンターポジションは高橋みなみと前田敦子の2人が務めた。
キャッチコピーは「向こう岸には夢がある。」。また、AKB48の姉妹グループであるJKT48によるカバーがシングルリリースされている（後述）。

## 背景とリリース
楽曲のシングル盤は通常盤、劇場盤の2種類があり、それぞれのレーベルはYou, Be Cool!/KING RECORDS、NEW KING RECORDS。劇場盤は販路限定盤でサイト「キャラアニ」を通して発売された。通常盤のみDVDが付属している。特典として、通常盤（初回プレスのみ）には全国握手会参加券（東京・名古屋・大阪・福岡・札幌・広島・仙台）、およびファンからの人気投票によりセットリストが決められるライブイベント『AKB48 リクエストアワーセットリストベスト100 2010』の楽曲投票券の計2種が封入されている。劇場盤には個別握手会参加券（東京ビッグサイト・SKE48劇場）、スペシャル公演（8・9期生公演・カラオケ大会・AKB総会）観覧抽選券、各種メンバー生写真1枚（ランダム）の計3種が封入されている。カップリング曲は両者とも共通で、「君のことが好きだから」「ひこうき雲（シアターガールズ ver.）」の2曲がある。それぞれを歌唱するメンバーとして「アンダーガールズ」および「シアターガールズ」が結成されている。後者は『チームA 5th Stage「恋愛禁止条例」』公演で歌われた楽曲のメンバーを変更したものである。
2009年9月13日に富士急ハイランドとのコラボイベント『AKB48 夏のサルオバサン祭り』が開催され、富士急ハイランド内のコニファーフォレストで行われた無料の野外コンサートにおいて初披露された。CD発売に先駆け、同年10月7日より、レコチョクにおいて着うたを、10月14日21時よりキングレコードHPにおいて24時間限定でミュージック・ビデオを先行配信。
選抜メンバーの人数は前作より5人少ない16人で、初選抜および選抜復帰はゼロ。前作の選抜メンバーのうち、佐藤亜美菜、佐藤由加理、多田愛佳、倉持明日香、浦野一美の5人が選抜から外れた。
楽曲のミュージック・ビデオは、「大声ダイヤモンド」、「10年桜」、「涙サプライズ!」、「言い訳Maybe」に続き高橋栄樹が監督を務めている。ロケは航空自衛隊航空救難団入間ヘリコプター空輸隊の協力により、入間基地にある同隊の格納庫やヘリコプターを使用し行われた。また、このビデオとは別に、『AKB48 NY公演 supported by スカパー!HD』のため16人のメンバーがニューヨークを訪れた際、『AKB48 ネ申テレビ』シーズン3の企画で、現地クリエーター2名に依頼し、16人を現場の即興オーディションで各8人の2チームに分け、各チーム毎にミュージック・ビデオを撮影、同番組内で放映した。
ミュージック・ビデオで、帽子をかぶっていたメンバーは、秋元才加、板野友美、篠田麻里子、峯岸みなみの4人。
楽曲は2009年10月30日の『ミュージックステーション』および同年12月25日の『ミュージックステーションスーパーライブ2009』で披露された。
NHK紅白歌合戦では2年ぶり2回目の出場となった第60回（2009年）および、9度目の出場となった第67回（2016年）において披露されている。

## アートワーク
| 通常盤 | 板野友美、大島優子、小嶋陽菜、篠田麻里子、高橋みなみ、前田敦子、松井珠理奈、渡辺麻友 |
| 劇場盤 | 板野友美、大島優子、小嶋陽菜、篠田麻里子、高橋みなみ、前田敦子、松井珠理奈、渡辺麻友 |

## チャート成績
『RIVER』のシングルCDは、グループ初となるオリコン週間シングルチャート1位を記録。初動売上ではYUIの『again』を抜き、2009年発売の女性アーティストによるシングルとしての最高記録を更新。また、初動売上のみでAKB48の過去の全シングルの累積売上を抜き、グループ最高売上枚数（当時）を記録した。また、作曲者の井上ヨシマサとしては1989年に浅香唯に提供した「TRUE LOVE」以来約20年ぶりのオリコン週間シングルチャート1位を記録した。

## メディアでの使用
楽曲は以下のメディアで使用されている。
RIVER
- テレビ東京系『週刊AKB』エンディング・テーマ
- ファミリー劇場『AKB48 ネ申テレビ』シーズン3・『AKB48 ネ申テレビスペシャル2009』オープニングテーマ
- NHK-FM『AKB48の"私たちの物語"』オープニングテーマ
- 映画『告白』挿入歌

上記のうち、映画『告白』ではある場面で薄暗い部屋のテレビ画面に映し出される映像に本楽曲が挿入歌として使用されており、「『告白』オリジナル・サウンドトラック」CDにも収録されている。
君のことが好きだから
- タカラトミー Wii専用ゲームソフト『闘真伝』CMソング[6]

## シングル収録トラック

### 通常盤
| #         | タイトル                                                  | 作詞      | 作曲         | 編曲           | 時間  |
| --------- | --------------------------------------------------------- | --------- | ------------ | -------------- | ----- |
| 1.        | 「RIVER」                                                 | 秋元康    | 井上ヨシマサ | 井上ヨシマサ   | 4:42  |
| 2.        | 「君のことが好きだから」(アンダーガールズ)                | 秋元康    | 織田哲郎     | 野中“まさ”雄一 | 4:08  |
| 3.        | 「ひこうき雲（シアターガールズ ver.）」(シアターガールズ) | 秋元康    | 成瀬英樹     | 野中“まさ”雄一 | 4:03  |
| 4.        | 「RIVER（off vocal ver.）」                               |           | 井上ヨシマサ | 井上ヨシマサ   | 4:41  |
| 5.        | 「君のことが好きだから（off vocal ver.）」                |           | 織田哲郎     | 野中“まさ”雄一 | 4:09  |
| 合計時間: | 合計時間:                                                 | 合計時間: | 合計時間:    | 合計時間:      | 21:43 |

| #  | タイトル                                                            | 作詞 | 作曲・編曲 | 監督     |
| -- | ------------------------------------------------------------------- | ---- | ---------- | -------- |
| 1. | 「RIVER Music Clip」                                                |      |            | 高橋栄樹 |
| 2. | 「君のことが好きだから Music Clip」                                 |      |            | 斎藤竜也 |
| 3. | 「ひこうき雲（シアターガールズver.） Music Clip」                   |      |            | 門田博喜 |
| 4. | 「特典映像『私服のときスペシャル 〜デートの時に言われたい一言〜』」 |      |            |          |

### 劇場盤
| #         | タイトル                                                  | 作詞      | 作曲         | 編曲           | 時間  |
| --------- | --------------------------------------------------------- | --------- | ------------ | -------------- | ----- |
| 1.        | 「RIVER」                                                 | 秋元康    | 井上ヨシマサ | 井上ヨシマサ   | 4:42  |
| 2.        | 「君のことが好きだから」(アンダーガールズ)                | 秋元康    | 織田哲郎     | 野中“まさ”雄一 | 4:08  |
| 3.        | 「ひこうき雲（シアターガールズ ver.）」(シアターガールズ) | 秋元康    | 成瀬英樹     | 野中“まさ”雄一 | 4:03  |
| 4.        | 「RIVER（off vocal ver.）」                               |           | 井上ヨシマサ | 井上ヨシマサ   | 4:41  |
| 5.        | 「君のことが好きだから（off vocal ver.）」                |           | 織田哲郎     | 野中“まさ”雄一 | 4:09  |
| 合計時間: | 合計時間:                                                 | 合計時間: | 合計時間:    | 合計時間:      | 21:43 |

## 選抜メンバー
- 秋元才加
- 板野友美
- 大島優子
- 小野恵令奈
- 河西智美
- 柏木由紀
- 北原里英
- 小嶋陽菜
- 篠田麻里子
- 高橋みなみ
- 前田敦子
- 松井珠理奈 [注釈 4]
- 峯岸みなみ
- 宮崎美穂
- 宮澤佐江
- 渡辺麻友

## 収録アルバム
- 神曲たち
- 0と1の間

## カバー

### JKT48によるカバー
AKB48の姉妹グループであるJKT48が本楽曲をカバーし、グループのメジャーデビューシングルとしてリリースした。歌詞はサビの決め台詞以外はインドネシア語に翻訳（直訳と言っても差し支えないほど元の歌詞に忠実）されている。楽曲のセンターポジションはデフィ・キナル・プトゥリとメロディー・ヌランダニ・ラクサニ。
シングル盤は通常盤と劇場盤がある。2013年5月11日に劇場盤がHits Recordsから先行発売された。発売場所はJKT48劇場。通常盤の発売日は5月17日。通常盤については、インドネシアでのリリース後に日本向け特別盤がリリースされることとなり、2013年6月中旬にリリースされた。通常盤にはDVDが付属しているほか、特典として選抜メンバー生写真1枚（16名の中からランダムで1枚）とモバイルゲームカードが封入されている。日本向け特別盤には選抜メンバー生写真1枚と高城亜樹&仲川遥香のツーショット生写真1枚（3種類の中からランダムで1枚）が封入されているが、モバイルゲームカードはない。劇場盤はCDのみで、特典と個別握手券1枚とメンバーのトランプカード1枚が封入されている。
インドネシアのRCTIで放送されている音楽番組『Dahsyat』のチャートでは、2013年9月2日放送で1位に上昇した。
日本のテレビ番組では2016年11月5日放送の『AKB48 SHOW!』（NHK BSプレミアム）で披露された。

### 収録曲

#### 通常盤
| #  | タイトル                                                              | 作詞   | 作曲         | 編曲         | 時間 |
| -- | --------------------------------------------------------------------- | ------ | ------------ | ------------ | ---- |
| 1. | 「RIVER」                                                             | 秋元康 | 井上ヨシマサ | 井上ヨシマサ | 4:41 |
| 2. | 「Sakura no Shiori -Pembatas Buku Sakura-」                           | 秋元康 | 上杉洋史     | 光田健一     | 3:58 |
| 3. | 「Mirai no Kajitsu -Buah Masa Depan-」                                | 秋元康 | 岡田実音     | 高島智明     | 4:52 |
| 4. | 「Kimi ni Au Tabi Koi wo Suru -Jatuh Cinta Setiap Bertemu Denganmu-」 | 秋元康 | Gajin        | 関淳二郎     | 4:04 |

| #  | タイトル                                 | 作詞 | 作曲・編曲 |
| -- | ---------------------------------------- | ---- | ---------- |
| 1. | 「RIVER Music Video」                    |      |            |
| 2. | 「RIVER Making Video Behind the Scenes」 |      |            |
| 3. | 「Mirai no Kajitsu Behind the Scenes」   |      |            |

#### 劇場盤
| #  | タイトル                                    | 作詞   | 作曲         | 編曲         | 時間 |
| -- | ------------------------------------------- | ------ | ------------ | ------------ | ---- |
| 1. | 「RIVER」                                   | 秋元康 | 井上ヨシマサ | 井上ヨシマサ | 4:41 |
| 2. | 「Sakura no Shiori -Pembatas Buku Sakura-」 | 秋元康 | 上杉洋史     | 光田健一     | 3:58 |
| 3. | 「Mirai no Kajitsu -Buah Masa Depan-」      | 秋元康 | 岡田実音     | 高島智明     | 4:52 |

### 選抜メンバー
- アヤナ・シャハブ
- ガブリエラ・マルガレット・ワラオー
- ジェシカ・ファニア
- ジェシカ・フェランダ
- シャニア・ジュニアナタ
- ステラ・コルネリア
- 高城亜樹 [注釈 5]
- デフィ・キナル・プトゥリ
- デリマ・リズキー
- 仲川遥香
- ナビラ・ラトナ・アユ・アザリア
- 野澤玲奈
- ベビー・チャエサラ・アナディラ
- メロディー・ヌランダニ・ラクサニ
- リカ・レヨナ
- レズキー・ウィランティ・ディク

### MNL48によるカバー
AKB48の姉妹グループであるMNL48は、本楽曲を「RIVER」というタイトルでカバーし、グループの6作目のシングルとして2020年3月に発売された。
歌詞はサビの一部以外は秋元の詞をタガログ語に翻訳したものとなっている。1期生のギア、ジェイディーと、2期生のエイミー、フランセスが初選抜となった。
カップリングでは「10年桜」と「ラブラドール・レトリバー」のカバーが収録されている。

#### 収録曲 (MNL48)

##### CD VERSION
| #  | タイトル                                    | 作詞   | 作曲         | 編曲         |
| -- | ------------------------------------------- | ------ | ------------ | ------------ |
| 1. | 「RIVER」                                   | 秋元康 | 井上ヨシマサ | 井上ヨシマサ |
| 2. | 「Sampung Taon Ng Sakura」                  | 秋元康 | 井上ヨシマサ | 井上ヨシマサ |
| 3. | 「Labrador Retriever」                      | 秋元康 | 丸谷マナブ   | 佐々木裕     |
| 4. | 「RIVER (off vocal ver.)」                  |        | 井上ヨシマサ | 井上ヨシマサ |
| 5. | 「Sampung Taon Ng Sakura (off vocal ver.)」 |        | 井上ヨシマサ | 井上ヨシマサ |
| 6. | 「Labrador Retriever (off vocal ver.)」     |        | 丸谷マナブ   | 佐々木裕     |

##### Digital Music Card
| #  | タイトル                                    | 作詞 | 作曲・編曲 |
| -- | ------------------------------------------- | ---- | ---------- |
| 1. | 「RIVER」                                   |      |            |
| 2. | 「Sampung Taon Ng Sakura」                  |      |            |
| 3. | 「Labrador Retriever」                      |      |            |
| 4. | 「RIVER (off vocal ver.)」                  |      |            |
| 5. | 「Sampung Taon Ng Sakura (off vocal ver.)」 |      |            |
| 6. | 「Labrador Retriever (off vocal ver.)」     |      |            |

#### 選抜メンバー (MNL48)
- アビー
- アリス
- エイミー
- ベル
- ブレイ
- コリーン
- エラ
- フランセス
- ギャブ
- ギア
- ジェイミー
- ジャン
- ジェイディー
- レイニー
- セラ
- シェキ

### SGO48によるカバー
AKB48の姉妹グループであるSGO48は、本楽曲を「RIVER」のタイトルでベトナム語でカバーし、グループの3作目のシングルとして2020年12月20日に発売した。

#### 選抜メンバー (SGO48)
- ヒカリ
- マンギー
- ティエンリン
- トゥーガー
- ニーニー
- ツーンヅオン
- アンサーン
- モチ
- タミー
- ジェニー
- ツックファム
- アンナ
- アシュリー
- スアンカー
- ケーシー
- リンマイ